# Zona cu parcul din Buziaș
Zona cu parcul din Buziaș este un ansamblu de monumente istorice aflat pe teritoriul orașului Buziaș.
Dezvoltarea parcului s-a început în 1815 și a fost executată de specialiști austrieci. În secolele 19-20, Buziașul a fost o stațiune vestită, recunoscută pe plan internațional. În 1948, parcul, băile, vilele au fost naționalizate. După căderea comunismului, stațiunea a intrat în declin, băile și mai multe vile vechi au fost distruse cu sălbăticie.

## Galerie

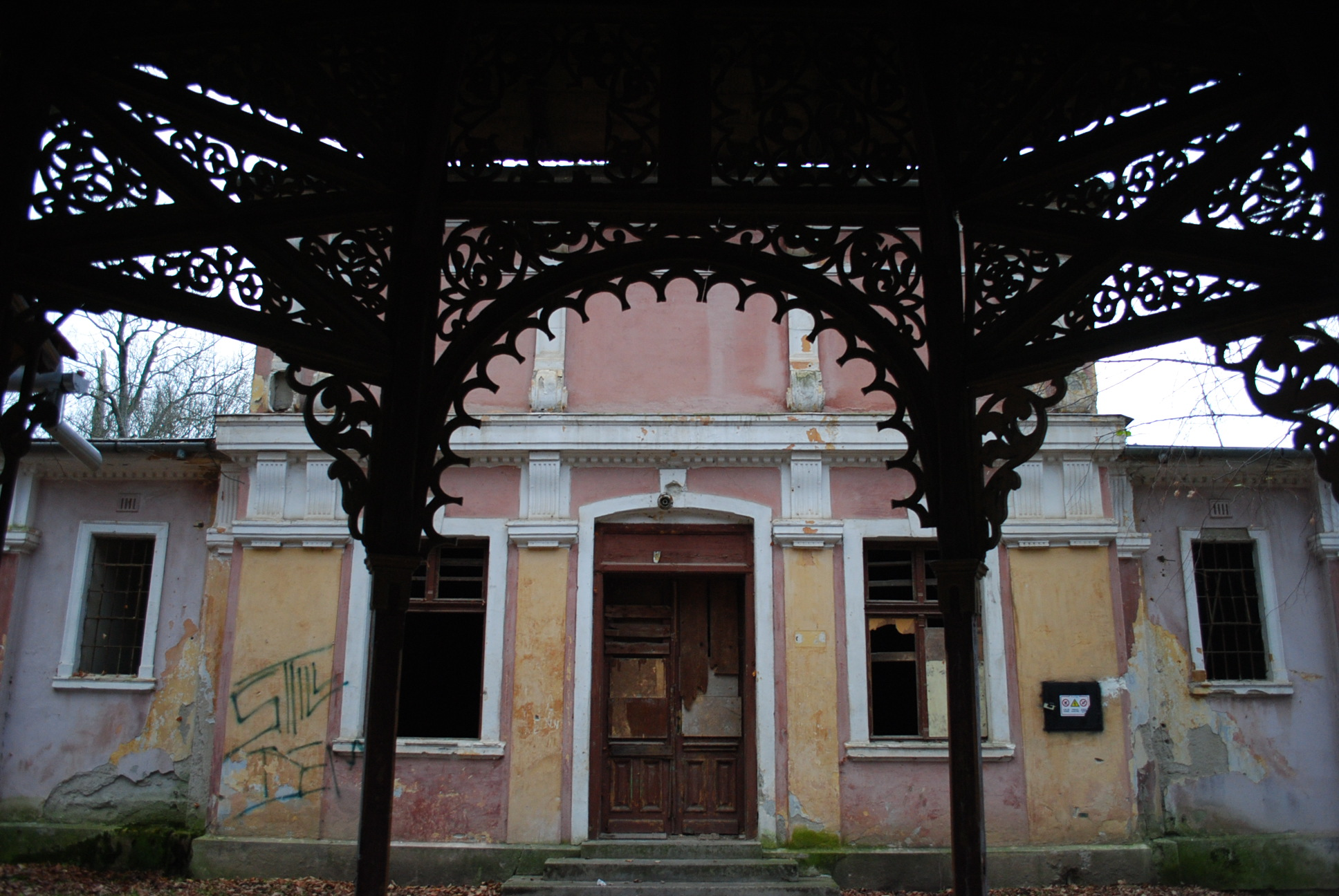
Fostele Băi 1
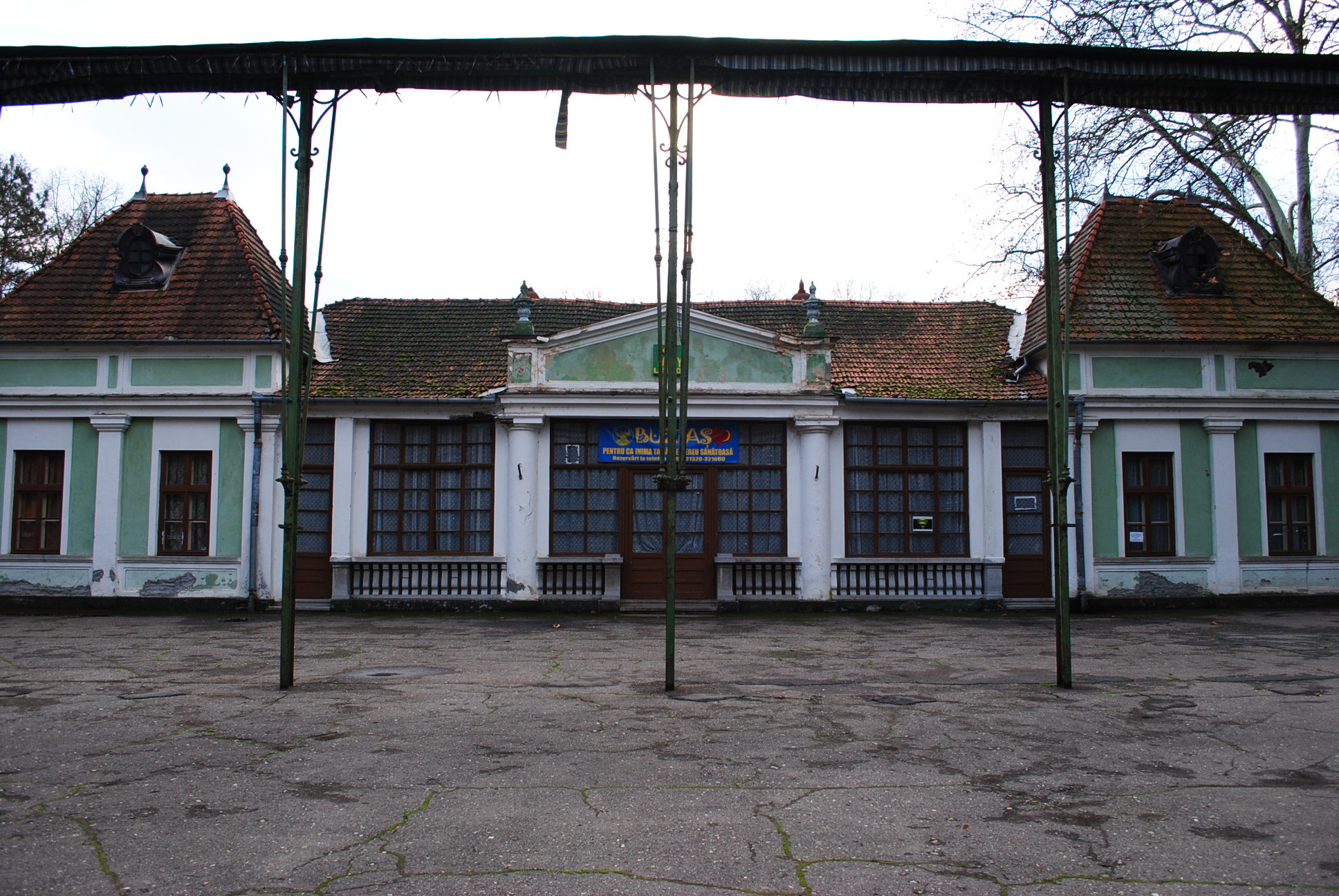
Fostul Cazinou
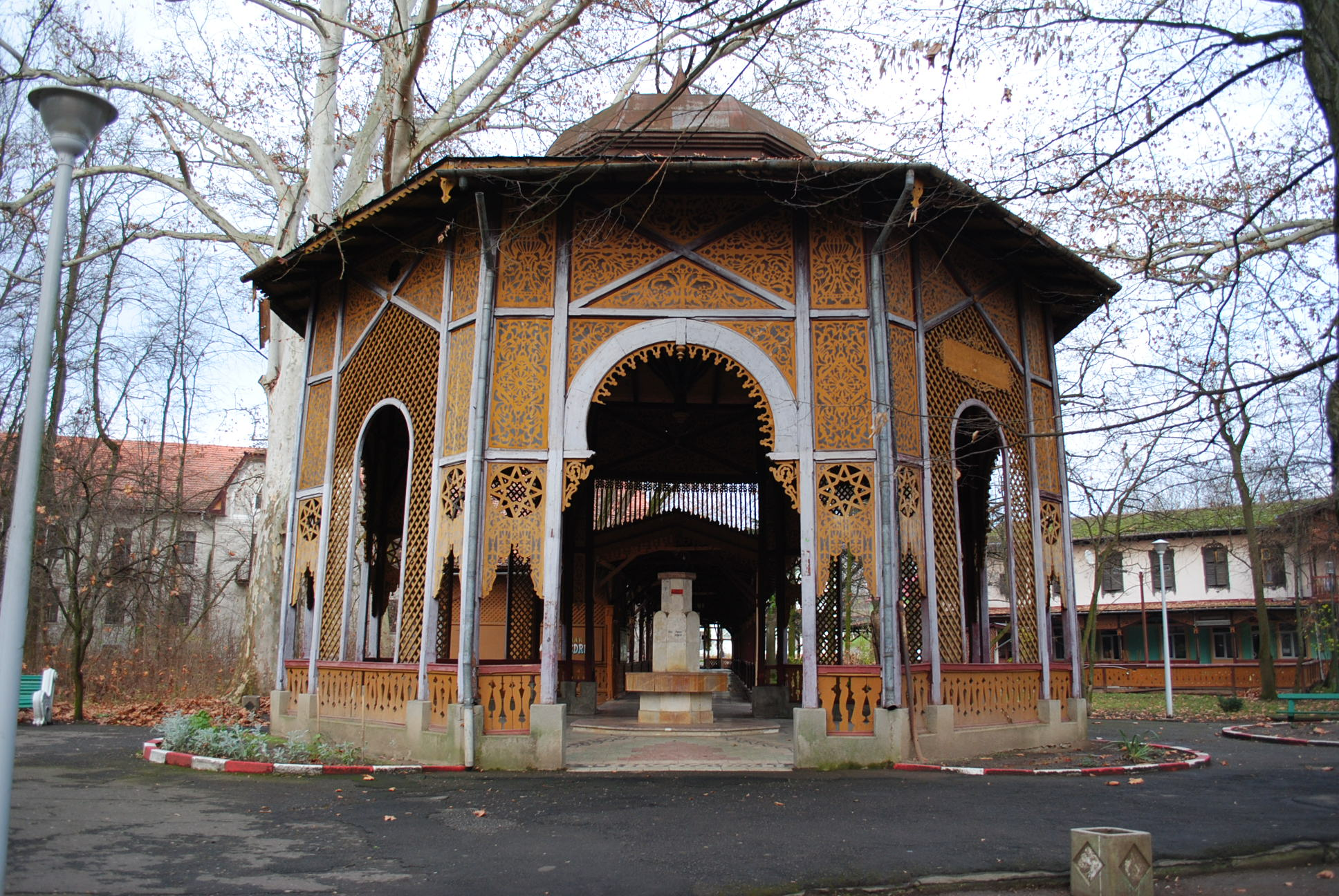
Pavilon cu fântână, conectat la Colonadă
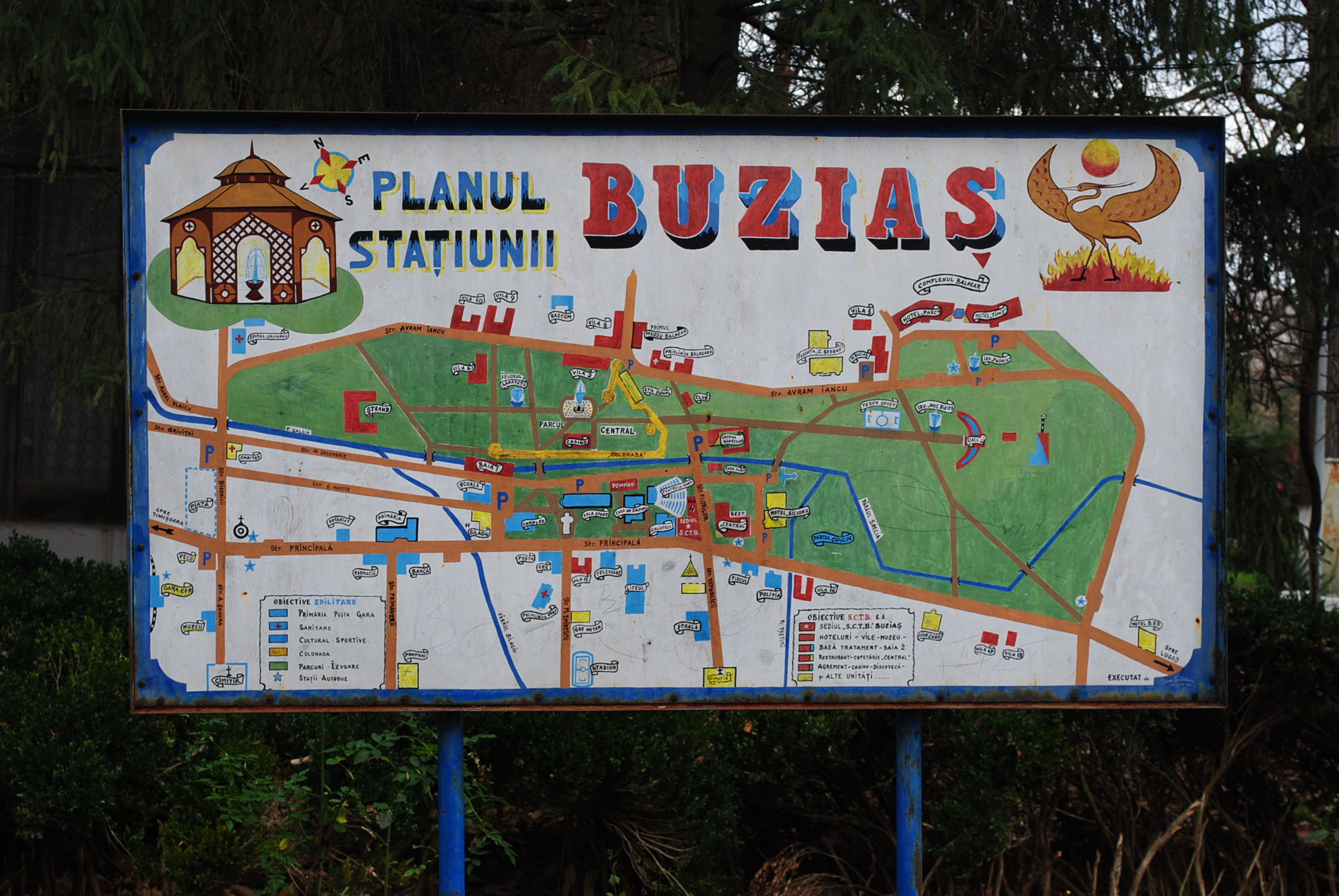
Hartă anii 80
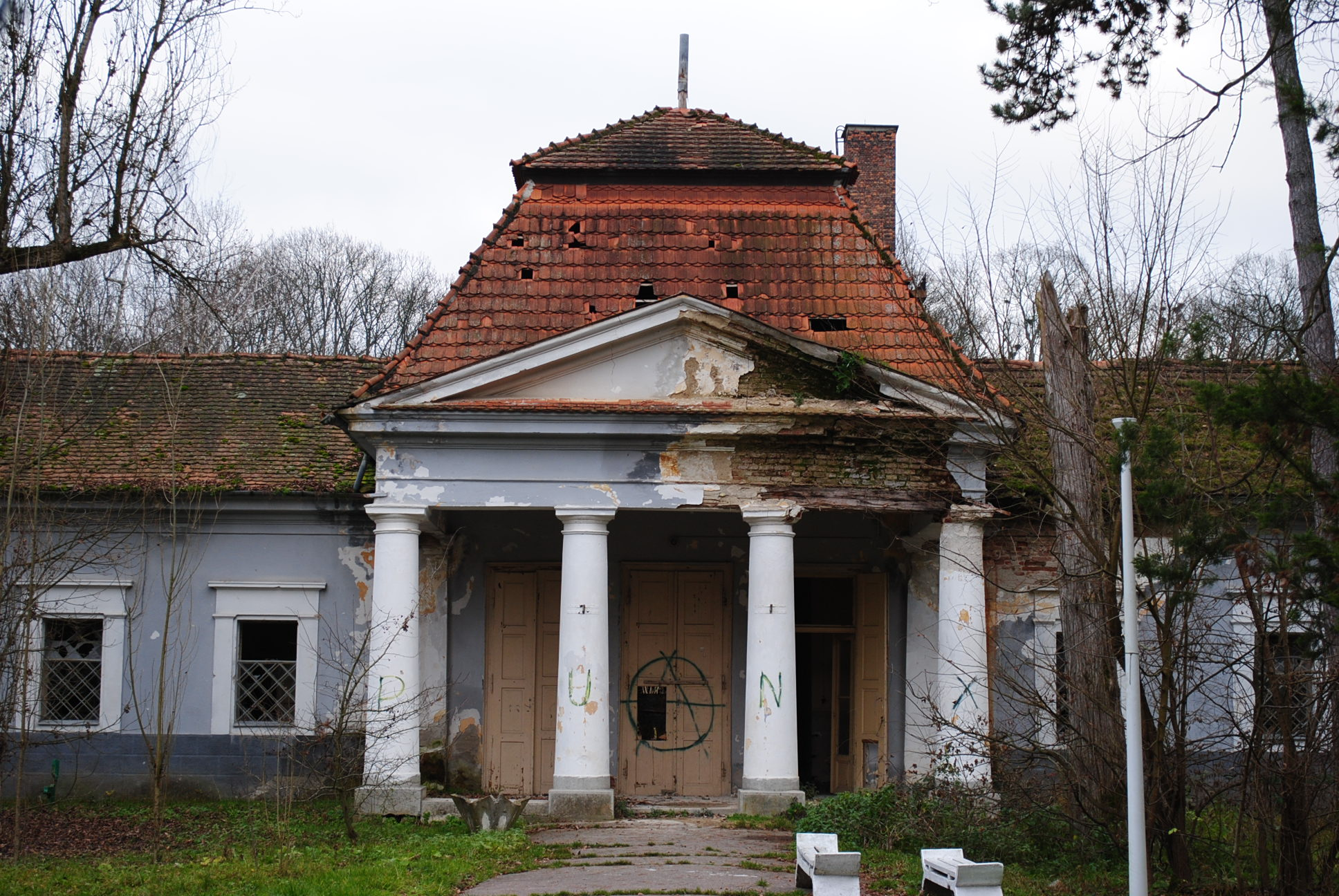
Fostele Băi 2
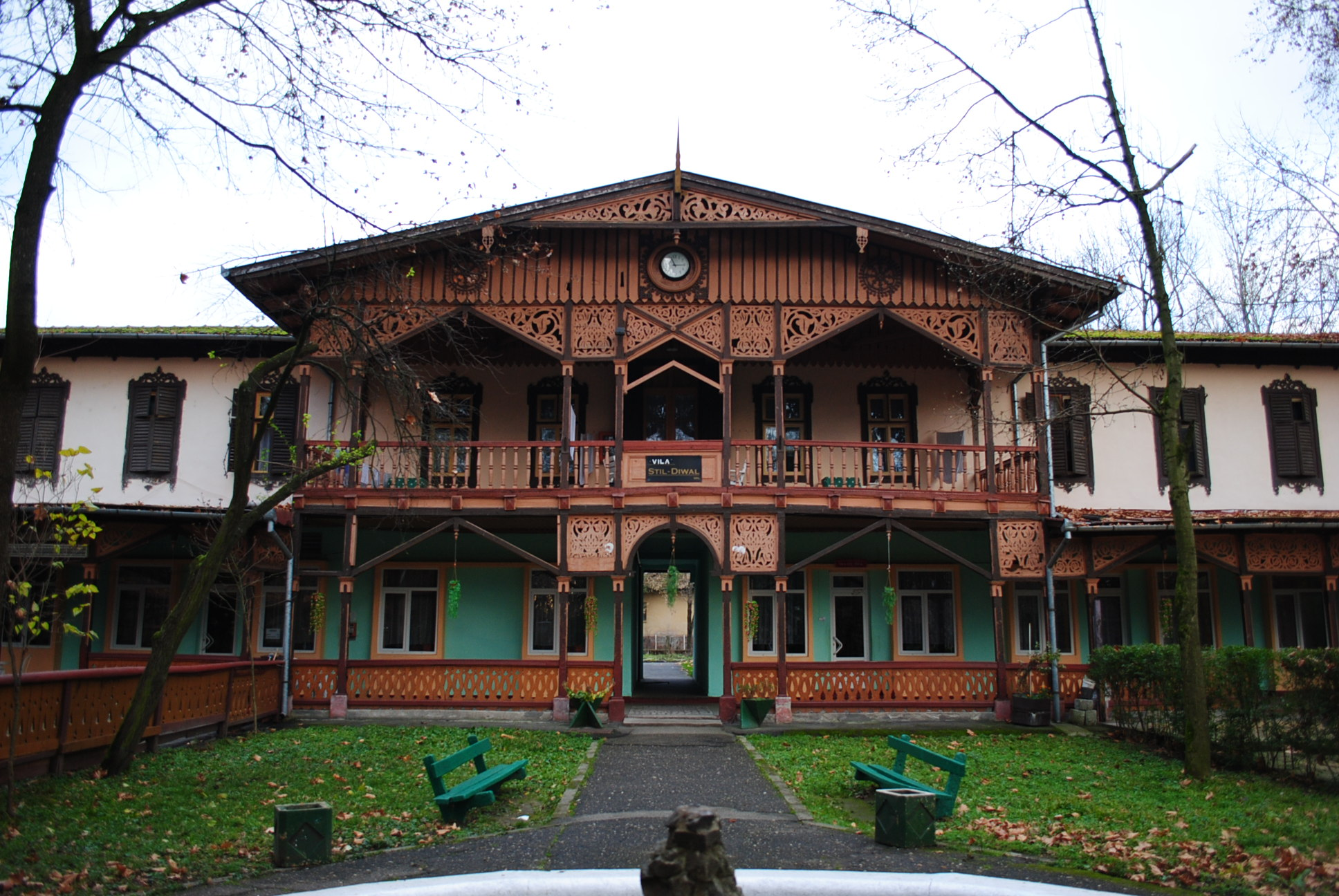
Fosta Vilă Bazar
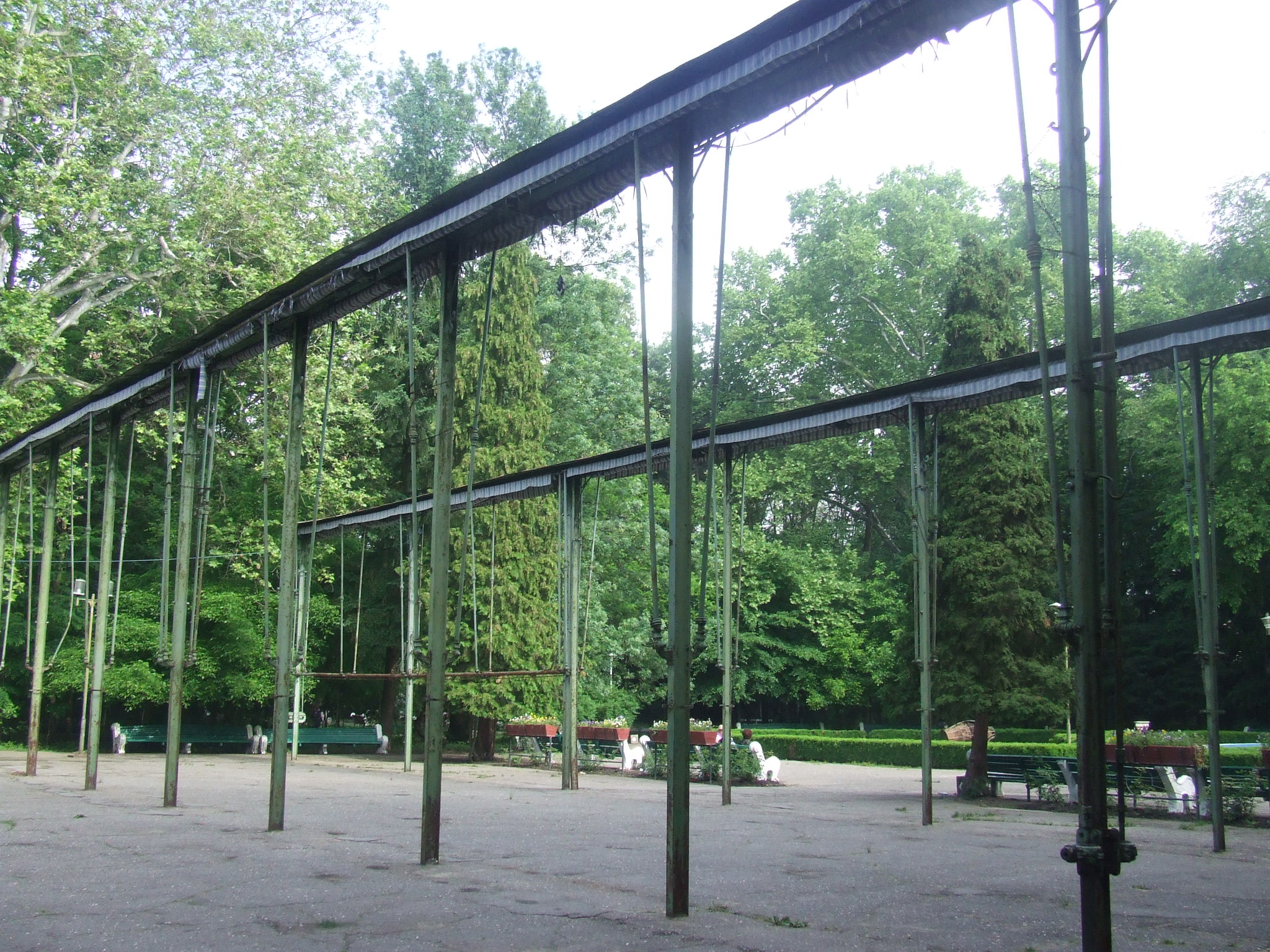
Agora în fața fostului Cazinou